# Durăști, Alba
Durăști este un sat în comuna Bistra din județul Alba, Transilvania, România.